# 水戸黄門 (ブラザー劇場)
『水戸黄門』（みとこうもん）は、1964年（昭和39年）11月2日 - 1965年（昭和40年）12月27日（別に10月11日とする資料もある）、TBSとその系列局で月曜19:30 - 20:00の『ブラザー劇場』枠において放映された日本の時代劇テレビ映画である。全61回。モノクロ放送。
東伸テレビ映画が製作途上で倒産、同社での製作は第50話までとなり、第51話 - 第61話は松竹テレビ室が製作を引き継いだ。
主演は東映版『水戸黄門』に14作主演した月形龍之介。

## サブタイトル
1. 「天下の一大事」
2. 「魚河岸の九ちゃん」
3. 「涙の姉妹」
4. 「ガンコ奉行」
5. 「お百姓入門」
6. 「天罰てきめん」
7. 「関所破り」
8. 「おんな馬子唄」
9. 「天下の餅つき」
10. 「初笑い伊勢参り」
11. 「坂はテルテル」
12. 「寂光院の春」
13. 「しぶちん物語」
14. 「まぼろしの砂丘」
15. 「紀州の仇討」
16. 「怒りの剣」
17. 「梅里先生と笛」
18. 「うそつき小僧」
19. 「浜名の子守唄」
20. 「旅の浪人者」
21. 「春の足音」
22. 「サムライは嫌い」
23. 「みみずく長屋」
24. 「二人のお父ちゃん」
25. 「十手とたんぽぽ」
26. 「地獄の一族」
27. 「海を見る娘」
28. 「すっ飛び街道」
29. 「江戸北町奉行」
30. 「母恋の宿」
31. 「白馬の少年」
32. 「てなもんや槍の銀平」
33. 「ひょっとこの涙」
34. 「ぜったい御用」
35. 「相馬の抜打ち」
36. 「どら猫と小判」
37. 「旅は青空」
38. 「風雲城の鬼」
39. 「小原庄助さん」
40. 「隠密名古屋城」
41. 「島育ち」
42. 「忍びの若屋敷」
43. 「恐怖の滝」
44. 「百両まったなし」
45. 「嵐を呼ぶ激闘」
46. 「火薬の洞穴」
47. 「海賊の秘宝」
48. 「赤い手裏剣」
49. 「ああ高松を行く」
50. 「金比羅道中」
51. 「馬鹿っちょ侍」
52. 「あばれ馬子唄」
53. 「くたばれ77万石」
54. 「父やんは日本一」
55. 「怪盗浪花小僧」
56. 「怖い影」
57. 「逃げ出した姫君」
58. 「美しい庵主さん」
59. 「楠子への旅」
60. 「危機一髪」
61. 「さよなら漫遊記」

## スタッフ・データ
- 放送期間：1964年（昭和39年）11月2日 - 1965年（昭和40年）12月27日
- 放送時間：月曜19:30 - 20:00（30分）
- 放送枠：ブラザー劇場
- 監督：松田定次、加戸敏、松村昌浩
- 脚本：依田義賢
- 主題歌：三波春夫（オープニング曲「水戸の黄門さま」、エンディング曲「水戸黄門旅日記」）
- 製作：東伸テレビ映画（第1話 - 第50話）、松竹テレビ室（第51話 - 第61話）
- フォーマット：白黒テレビ映画 - 16mmフィルム - モノラル音声
- 製作国： 日本
- 放映ネットワーク：TBS系列

## キャスト
- 月形龍之介 - 水戸光圀（徳川光圀）
- 石濱朗
- 関真太郎
- 遠藤辰雄
- 清川虹子
- 坂本九

## 放送局
- TBS（制作局）：月曜 19:30 - 20:00
- 新潟放送：月曜 19:30 - 20:00[1]
- 北日本放送：土曜 18:05 - 18:35[2]
- 北陸放送：月曜 19:30 - 20:00[3]
- 福井放送：月曜 19:30 - 20:00[3]
- 中部日本放送：月曜 19:30 - 20:00[1]
- 四国放送：月曜 19:30 - 20:00[4]

## ナショナル劇場版との関連性
- 月形は後に、ナショナル劇場版の第1部第19話にゲスト出演した。
- 主題歌を歌った三波の実子である三波豊和は後にナショナル劇場版（第33部 - 第35部）でよろずやの千太役でレギュラー出演する。
- 石濱朗は殺陣は常に相手の刀を奪って行う演出だったと述べている[要出典]。